# فيرخنيايا سينياتشيكا
فيركنيايا سينياتشيكا (بالروسية: Верхняя Синячиха) هي مدينة في مقاطعة سفيردلوفسك أوبلاست في روسيا.
يبلغ عدد سكانها حوالي 10839 نسمة.